# Lorde
Lorde (uitspraakː /ˈlɔ:d/), artiestennaam van Ella Marija Lani Yelich-O'Connor (Auckland, 7 november 1996), is een Nieuw-Zeelands-Kroatisch singer-songwriter. Ze brak door met het nummer 'Royals', waarvoor zij twee Grammy Awards ontving. Ook met singles 'Team' en 'Green Light' had ze hits. Haar albums Pure Heroine (2013) en Melodrama (2017) werden positief ontvangen door professionele recensenten en ontvingen Grammy nominaties.

## Biografie
Yelich-O'Connor is de dochter van een Nieuw-Zeelandse ingenieur en een Kroatische dichteres. Ze groeide op in Devonport, een buitenwijk van Auckland, en zat op de Takapuna Grammar School in de nabijgelegen buitenwijk Belmont. Van geboorte heeft ze de Nieuw-Zeelandse nationaliteit en in 2017 kreeg ze ook de Kroatische nationaliteit.

### 2008-2016: Doorbraak met 'Royals' enPure Heroine
Yelich-O'Connors liefde voor muziek openbaarde zich al op vijfjarige leeftijd, maar het balletje van haar carrière ging pas echt rollen toen ze op twaalfjarige leeftijd meedeed aan een lokale talentjacht. Daar werd ze ontdekt door platenlabel Universal en kreeg ze een aanbod om een cd met soulcovers op te nemen. Ze weigerde het aanbod omdat ze alleen haar eigen muziek wilde opnemen. Het platenlabel gaf niet op en koppelde Yelich-O'Connor aan verschillende producers en schrijvers. Uiteindelijk bleek de samenwerking met producer Joel Little het vlotst te verlopen. Zij schreef songteksten en bouwde met hem daar nummers om heen.
Met hem werkte ze aan haar eerste ep The Love Club die ze in november 2012 onder de artiestennaam Lorde uitbracht. Deze ep werd gratis beschikbaar gesteld en werd met vrijwel geen promotie toch 60.000 keer gedownload voordat de ep op ITunes verscheen. The Love Club werd een groot succes in Lordes thuisland Nieuw-Zeeland en het nummer 'Royals' behaalde zelfs de top van de hitlijsten.

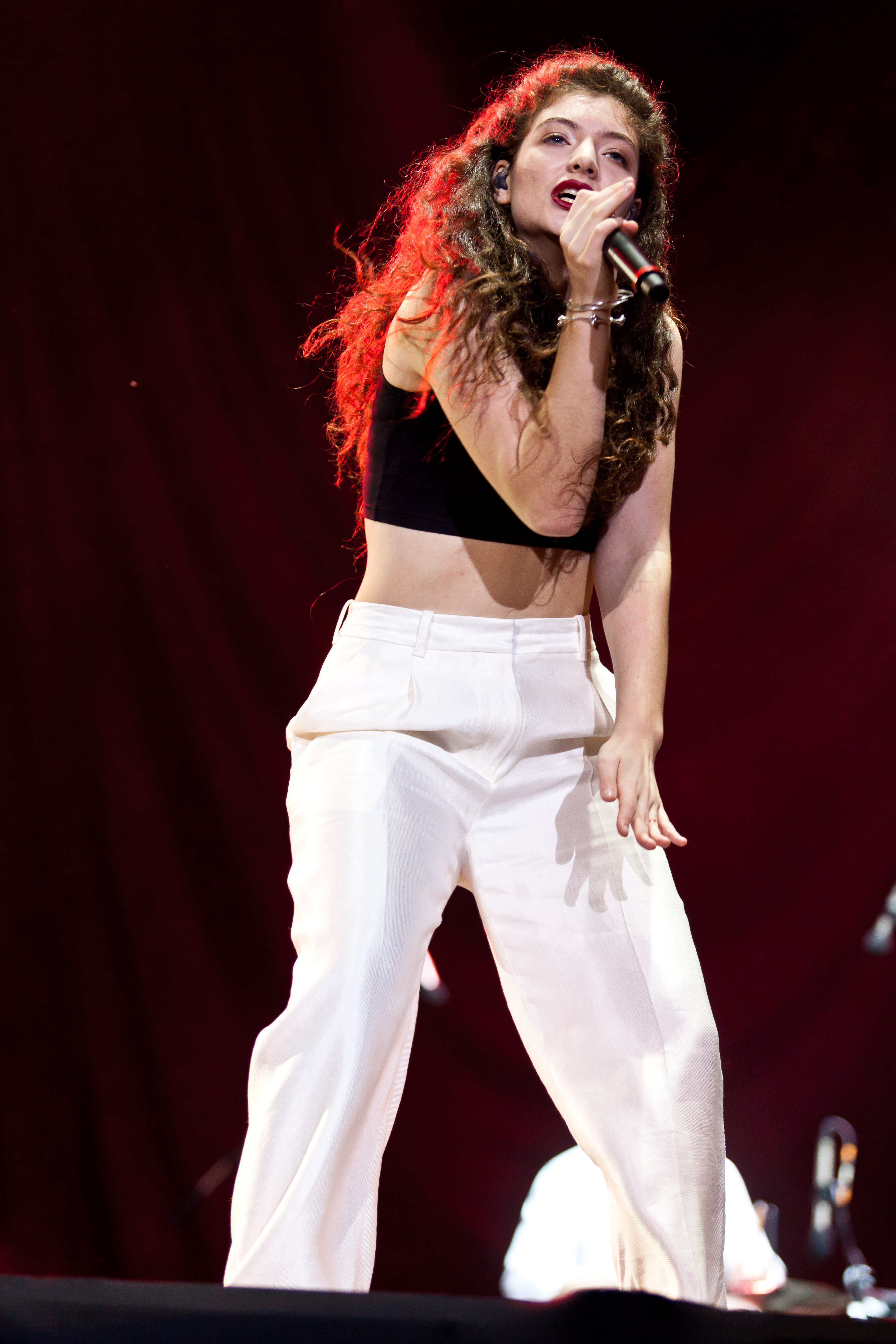
Lorde tijdens een optreden in 2014

In de zomer en het najaar van 2013 werd 'Royals' ook buiten Nieuw-Zeeland uitgebracht en gepromoot als eerste single van haar debuutalbum Pure Heroine. Dat zorgde voor Lordes wereldwijde doorbraak. Het werd een nummer-1 hit in onder meer Vlaanderen, het Verenigd Koninkrijk en de Verenigde Staten. In Nederland behaalde het nummer de vierde positie in de Top 40 en kwam het eind 2013 de Top 2000 binnen. Pure Heroine verkocht in 2013 en 2014 zo'n 3,4 miljoen exemplaren wereldwijd en stond daarmee in de top tien verkochte albums in 2014. Andere singles van dit album waren 'Tennis Court', 'Team' en 'Glory and Gore'. 'Team' leverde  Lorde opnieuw een internationale hit op, maar de single werd niet zo'n groot succes als 'Royals'.
Lorde won verschillende prijzen voor Pure Heroine en zijn nummers. Zo werd Pure Heroine genomineerd voor de Grammy voor het beste popalbum. 'Royals' ontving daarnaast een nominatie voor de Grammy Award voor de beste muziekopname en won de Grammy Awards voor het beste nummer en het beste popoptreden. Voor de videoclip van 'Royals' ontving Lorde in 2014 de MTV Music Video Award in de categorie beste rockvideo. Ze was de eerste vrouw die deze prijs in ontvangst mocht nemen, maar de winst kwam MTV op felle kritiek van fans te staan, omdat het nummer geen rock zou zijn.
In 2014 verzorgde Lorde de soundtrack voor de film The Hunger Games: Mockingjay - Part 1. Zij was verantwoordelijk voor het verzamelen van de nummers voor de soundtrack en nam zelf het nummer 'Yellow Flicker Beat' op. Dit nummer werd genomineerd voor een Golden Globe voor het beste originele nummer in een film.

### 2017 - heden:MelodramaenSolar Power

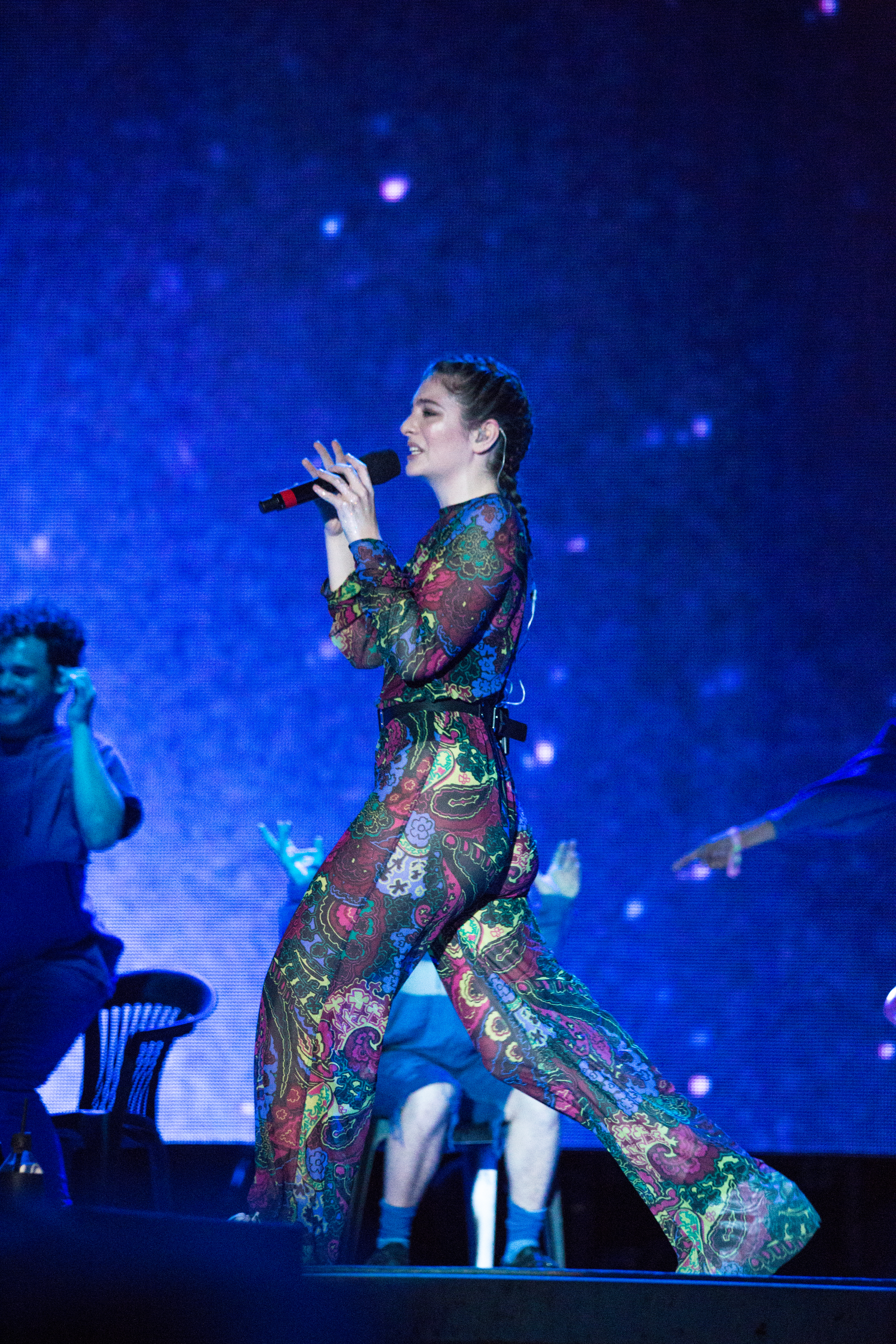
Lorde tijdens een optreden in 2017

Lordes tweede album, Melodrama, verscheen in 2017. Dit album bereikte onder meer de nummer 1-positie in de Verenigde Staten, Nieuw-Zeeland, Canada en Australië. In Nederland en Vlaanderen behaalde Melodrama respectievelijk de zesde en twaalfde positie in de hitlijsten. Het album werd positief beoordeeld door de meeste recensenten. Volgens Metacritic was Melodrama het best beoordeelde album (door professionele muziekrecensenten) van 2017 na Kendrick Lamars Damn. Onder Nederlandse recensenten verschilden de meningen over het album; het album bestond volgens sommigen uit kabbelende liedjes die veel op het werk van anderen lijken en volgens anderen uit simpele maar erg herkenbare nummers. Melodrama werd genomineerd voor een Grammy Award voor Album of the Year, maar verloor van Bruno Mars' 24K Magic.
De eerste single van Melodrama, 'Green Light', werd internationaal gezien een bescheiden hit. Ook werd het positief beoordeeld door recensenten. Door sommige media werd het zelfs tot het beste nummer van het jaar verkozen. De Telegraaf noemde 'Green Light' het beste voorbeeld van hoe Lorde de trend probeert te zetten in plaats van te volgen. De twee daaropvolgende singles, 'Perfect Places' en een remix van 'Homemade Dynamite' met Khalid, Post Malone en SZA, hadden minder succes. In Nederland behaalde 'Homemade Dynamite' een 92e plek in de Single Top 100 en in Vlaanderen kwamen beide singles niet verder dan de Tipparade.
Ter promotie van Melodrama ging Lorde op tour. Deze tour zou onder andere Israël aan doen. Naar aanleiding van een brief van twee Palestijnse fans besloot ze echter af te zien van het optreden, wat een controverse veroorzaakte en een reactie van de Israëlische ambassadeur in Nieuw-Zeeland ontlokte.
Naar aanleiding van een reis naar Antarctica in 2019 bracht Lorde begin 2021 een boek uit. Het boek, getiteld Going South, bevat beschrijving en foto's van Lordes ervaringen tijdens deze reis. Ze beschreef de reis onder andere als een manier om alles weer op een rijtje te krijgen voordat ze aan een nieuw project begon. Later in 2021 kondigde Lorde haar derde album Solar Power aan. Het album werd vooraf gegaan door de singles 'Solar Power', 'Stoned at the Nailsalon' en 'Mood Ring'. Geen van deze singles behaalde een plek in de Vlaamse Ultratop 50. In Nederland had 'Solar Power' wat succes. Het werd ook verkozen tot de 3FM MegaHit, maar behaalde slechts de 99e plek in de Single Top 100 en de Tipparade van de Top 40. 'Mood Ring' haalde ook alleen de Nederlandse Tipparade. Het album Solar Power werd beschreven als ingetogener en akoestischer dan Lordes eerdere albums. Op het album reflecteert ze onder andere op klimaatverandering en haar snelle doorbraak en haalt ze het thema 'natuur' vaak aan. Het album werd door professionele muziekrecensenten minder goed beoordeeld dan haar eerste twee albums. Commercieel gezien deed het album het wel goed. Het behaalde de top 5 van de albumhitlijsten in verschillende landen, waaronder Nederland en Vlaanderen. Een maand na de release van Solar Power bracht Lorde een ep uit met vijf nummers van het album, gezongen in het Māori, de inheemse taal van Nieuw-Zeeland. Volgens Lorde paste het thema (bescherming van) de natuur dat te horen is op Solar Power goed bij concepten uit de Maori cultuur.

## Discografie

### Albums
| Album        | Verschijnen      | Label     | Hitlijsten | Hitlijsten | Hitlijsten | Hitlijsten | Hitlijsten | Hitlijsten |
| Album        | Verschijnen      | Label     | BE (VL)    | BE (VL)    | NL         | NL         | GB         | US         |
| Album        | Verschijnen      | Label     | Piek       | Weken      | Piek       | Weken      | Piek       | Piek       |
| ------------ | ---------------- | --------- | ---------- | ---------- | ---------- | ---------- | ---------- | ---------- |
| Pure Heroine | 27 sept 2013     | Universal | 17         | 37         | 14         | 46         | 4          | 3          |
| Melodrama    | 16 juni 2017     | Universal | 12         | 23         | 6          | 17         | 5          | 1          |
| Solar Power  | 20 augustus 2021 | Universal | 3          | 7          | 3          | 5          | 2          | 5          |

### Singles
| Lied                                                      | Verschijnen   | Album                                 | Hitlijsten | Hitlijsten | Hitlijsten  | Hitlijsten  | Hitlijsten   | Hitlijsten   | Hitlijsten | Hitlijsten |
| Lied                                                      | Verschijnen   | Album                                 | BE (VL)    | BE (VL)    | NL (Top 40) | NL (Top 40) | NL (Top 100) | NL (Top 100) | GB         | US         |
| Lied                                                      | Verschijnen   | Album                                 | Piek       | Weken      | Piek        | Weken       | Piek         | Weken        | Piek       | Piek       |
| --------------------------------------------------------- | ------------- | ------------------------------------- | ---------- | ---------- | ----------- | ----------- | ------------ | ------------ | ---------- | ---------- |
| Tennis Court                                              | 7 juni 2013   | Pure Heroine                          | tip4       |            | tip19       |             | —            |              | 78         | 71         |
| Royals                                                    | 2 aug 2013    | Pure Heroine                          | 1          | 22         | 4           | 33          | 4            | 51           | 1          | 1          |
| Team                                                      | 3 sept 2013   | Pure Heroine                          | tip6       |            | 14          | 25          | 36           | 25           | —          | 25         |
| Meltdown (met Stromae, Pusha T, Q-Tip en Haim)            | 17 nov 2014   | The Hunger Games: Mockingjay - Part 1 | 7          | 12         | tip12       |             | —            |              | —          | —          |
| Yellow Flicker Beat                                       | 29 sept 2014  | The Hunger Games: Mockingjay - Part 1 | 39         | 3          | —           |             | —            |              | 71         | 34         |
| Magnets (met Disclosure)                                  | 28 sept 2015  | Caracal                               | 33         | 6          | tip23       |             | 74           | 7            | 71         | —          |
| Green Light                                               | 3 maart 2017  | Melodrama                             | 19         | 9          | 31          | 4           | 61           | 9            | 67         | 30         |
| Perfect Places                                            | 2 juni 2017   | Melodrama                             | tip23      |            | —           |             | —            |              | 95         | —          |
| Homemade Dynamite                                         | 16 juni 2017  | Melodrama                             | tip5       |            | —           |             | —            |              | 82         | —          |
| Homemade Dynamite (Remix) (met Khalid, Post Malone & SZA) | 16 juni 2017  | Melodrama                             | —          |            | —           |             | 92           | 1            | —          | —          |
| Supercut (El-P Remix) (met Run The Jewels)                | 9 maart 2018  | Melodrama                             | tip        |            | —           |             | —            |              | —          | —          |
| Solar Power                                               | 11 juni 2021  | Solar Power                           | —          |            | tip17       |             | 99           | 1            | 17         | 64         |
| Mood Ring                                                 | 17 aug 2021   | Solar Power                           | —          |            | tip24       |             | —            |              | 48         | —          |
| What Was That                                             | 24 april 2025 | Virgin                                | 50         | 1*         |             |             | 83           | 1*           | 11         | 36         |

### NPO Radio 2 Top 2000
| Nummer met noteringen in de NPO Radio 2 Top 2000 | '13  | '14 | '15 | '16  | '17  | '18  | '19  | '20  | '21  | '22  | '23  | '24  |
| ------------------------------------------------ | ---- | --- | --- | ---- | ---- | ---- | ---- | ---- | ---- | ---- | ---- | ---- |
| Royals                                           | 1206 | 649 | 845 | 1415 | 1364 | 1405 | 1554 | 1745 | 1731 | 1828 | 1902 | 1975 |

1. ↑  Een vetgedrukt getal geeft de hoogste notering aan.
2. ↑  2013 was het eerste jaar met een notering voor dit nummer.